# Chartered Institute of Logistics and Transport
Das Chartered Institute of Logistics and Transport (CILT) ist eine gemeinnützige Berufskörperschaft zur Förderung und Entwicklung der Logistik und des Transportwesens. CILT ist organisiert als Charity nach britisch-walisischem Recht. Die Bildungsprogramme des CILT werden im Vereinigten Königreich als Berufsausbildung anerkannt.

## Mitgliedsarten
Das CILT bietet vier Mitgliedsarten an, die nach der Ausbildung und dem damit erreichten Rang in der Industrie widerspiegeln.
1. Fellow (FCIT, FILT) sind hochrangige Chartered Members mit mindestens sieben Jahren Berufserfahrung und einem führenden Rang in der Industrie oder der Lehre.
2. Chartered Members (MCIT, MIILT) sollten ein höheres Diplom des CILT halten, eine universitäre Ausbildung absolviert haben und mindestens fünf Jahre Berufserfahrung im Transport oder Logistikgewerbe haben. Mitglieder, deren formale Ausbildung den Anforderungen nicht genügt, können über ein Aufbauprogramm zum Chartered Member aufsteigen.
3. Member (MILT) Mitglieder mit einer Ausbildung der Stufe 3 oder 4, mindestens drei Jahren Berufserfahrung und Weisungsfunktion.
4. Affiliate Mitgliedschaft ist offen für jeden, der an Transportgewerbe oder Logistik interessiert ist. Mit diesem Rang steigen auch Lernende in die Organisation ein.

## Geschichte
Am 3. November 1919 trafen sich hochrangige Vertreter verschiedener Transport- und Logistikunternehmen im Savoy Hotel in London. Nach den im Ersten Weltkrieg erkennbar gewordenen Schwächen des Transport- und Logistikwesens wollten sie eine Verbesserung der Lage und eine Professionalisierung der Dienstleistung erreichen. Das Ergebnis dieses Treffens war die Gründung des Institute of Transport. Die primären Ziele formulierten die Vertreter als
- Verbesserung der Effektivität des Transports
- Transporte besser zu integrieren
- Verbesserung der fachlichen Fähigkeiten der im Transportwesen beschäftigten Personen

Nur wenige Jahre nach der Gründung, 1926, verlieh König Georg V. der Gesellschaft Körperschaftsstatus mit einer Royal Charter, wobei er selbst die Patronage übernahm und der Prince of Wales zum Ehrenpräsidenten ernannt wurde. Die Organisation wuchs national und international und gründete im Laufe der Zeit zehn regionale Zweiggesellschaften. 1971 gewährte Königin Elizabeth II. der Gesellschaft den Namen Chartered Institute of Transport.
Zweigstellen existieren in Ägypten, Australien, Bangladesch, China, Ghana, Hongkong, Indien, Irland, Kasachstan, Macao, Malawi, Malaysia, Malta, Mauritius, Neuseeland, Nigeria, Nordamerika, Pakistan, Polen, Singapur, Sri Lanka, Südafrika, Taiwan, Ukraine Vereinigte Arabische Emirate und natürlich dem Vereinigten Königreich.

## Organisation
Aufsichtsführendes Organ im Vereinigten Königreich ist das Board of Trustees aus sechs Mitgliedern.